# Marceline Loridan-Ivens
Marceline Loridan-Ivens, nacida Marceline Rozenberg (Épinal, 19 de marzo de 1928-París, 18 de septiembre de 2018), fue una cineasta y escritora francesa.

## Biografía
Marceline Rozenberg nació en Épinal, departamento de Vosgos, en la antigua región de Lorena. Sus padres, polacos judíos, habían emigrado a Francia en 1919. Al comenzar la Segunda Guerra se instalaron en Vaucluse y Marceline entró en la resistencia contra los alemanes. Capturada por la Gestapo, junto con su padre, Szlama Rosenberg (nacido en 1901), fue enviada a Auschwitz-Birkenau —fue en el convoy 71 del 13 de abril de 1944, junto con Simone Veil—. Szlama Rosenberg murió allí. Luego, Marceline estuvo en Bergen-Belsen y finalmente fue llevada al campo de concentración de Theresienstadt. 
Gracias a los soviéticos, el 10 de mayo de 1945, recobró la libertad. Se casó y se divorció enseguida. Se unió al PCF en 1955 pero salió en 1956. A partir de entonces se trató con autores llamados filósofos o sociólogos desviacionistas como Henri Lefebvre y Edgar Morin.
La fecha fundamental para su trabajo es 1963, cuando conoció y se casó con el director de cine documental Joris Ivens (1898-1989) del que la separaban treinta años. Participó en sus filmes e hicieron una serie de películas juntos.
En 1976, durante la llamada Revolución Cultural de Mao, Joris Ivens y Marceline Loridan trabajaron en China: Comment Yukong déplaça les montagnes. Luego, sería expulsada de allí por su mirada libre.
Es conocido su extenso monólogo en el documental Chronique d'un été (1961), de Jean Rouch y Edgar Morin, en el que fue una de las principales protagonistas. 
Se considera que es una de las primeras filmaciones de la deportación judía durante la Segunda guerra. Finalmente en 2003, realizó en solitario (su marido había muerto) el film La Petite Prairie aux bouleaux, con Anouk Aimée, inspirada en su recorrido por los campos; su título traduce el término polaco Brzezinka, que germanizó como Birkenau.
Es autora de dos relatos: Ma vie balagan y Et tu n'es pas revenu (2015), traducido al español como Y tú no regresaste.

## Filmografía parcial

### Directora
- Algérie, année zéro, 1962, Documental realizado con Jean-Pierre Sergent
- Le 17e parallèle, 1968, Documental realizado con Joris Ivens
- Comment Yukong déplaça les montagnes (Une histoire de ballon, lycée n° 31 Pékin), Corto (19 min) realizado con Joris Ivens
- Comment Yukong déplaça les montagnes, 1976, Documental realizado con Joris Ivens
- Les Kazaks, 1977, Documental realizado con Joris Ivens
- Les Ouigours, 1977, Documental realizado con Joris Ivens
- Une histoire de vent, 1988, Documental-ficción realizado con Joris Ivens
- La Petite Prairie aux bouleaux, 2002, guion de ella.

### Actriz
- Chronique d'un été, 1961, de Jean Rouch y Edgar Morin
- Peut-être, 1999, de Cédric Klapisch
- Les Bureaux de Dieu, 2008, de Claire Simon

## Libros
- Ma vie balagan, 2008, París, Robert Laffont, 2008 ISBN 978-2-221-10658-7, relato hecho con la periodista Élisabeth D. Inandiak,
- Et tu n'es pas revenu, 2015, París, Grasset, relato hecho con Judith Perrignon. Traducido como Y tú no regresaste, Barcelona, Salamandra, 2015.
- L'amour après, 2017, París, Grasset, continuación de Et tu n'es pas revenu, hecho con Judith Perrignon.

## Premios
- César du meilleur court-métrage documentaire, por Une histoire de ballon, lycée n° 31 Pékin
- Prix de l’Académie Lilas, 2015
- Prix Jean-Jacques Rousseau de autobiografía, por Et tu n'es pas revenu (Grasset), 2015